# Edifício das Mil Colunas
Edifício das Mil Colunas era a designação popular para o elegante prédio de sobrado, em estilo neoclássico, situado na praça das Marinhas (atual praça Sérvulo Dourado), número 1, esquina com a rua do Rosário, no centro histórico da cidade do Rio de Janeiro, no Brasil.
Ficava defronte, e era arquitetônicamente idêntico, ao do Trapiche Maxwell, propriedade de Jorge Rudge, e que atualmente é a sede do Tribunal Marítimo.
Foi endereço comercial muito conhecido, de diversos negociantes e corretores da praça da cidade, por estar próximo ao local da antiga Bolsa de Valores, das instalações da Alfândega do Rio de Janeiro e do antigo Mercado Municipal da Praça XV.
Em 1878, quando da renumeração dos imóveis da cidade, era de propriedade de Eduardo Pellew Wilson Júnior, o "conde Wilson".
Foi demolido na década de 1960, quando da construção da Avenida Perimetral, ocasião que se constituía em um popular albergue noturno.